# 井狩吉雄
井狩 吉雄（いかり よしお、1951年5月14日 - ）は元競輪選手。滋賀県近江八幡市出身。日本競輪学校（当時。以下、競輪学校）第35期卒業。現役時代は日本競輪選手会滋賀支部所属。師匠は田中広光（21期・引退）。ホームバンクは大津びわこ競輪場。

## 戦績
中学生時代はハンドボール選手として滋賀県民体育大会で優勝、また駅伝ランナーとして、滋賀中学駅伝で2位を経験している。滋賀県立八日市高等学校に進学してから自転車競技を始め、中京大学自転車競技部時代は主将を務めた。同大学時代の主な実績として、カナダ・ブリティシュ・コロンビア3日間ロードレース日本人選手総合第1位、全国地域対抗自転車競技選手権大会・ポイントレース優勝などがある。
中京大学卒業後は競輪学校に第35期生として入学。在校競走成績及び卒業記念レースはいずれも、松田隆文、中野浩一に次いで3位（84勝）だったことから、『35期の三羽烏』の一人と謳われる。1975年5月15日、ホームバンクのびわこでデビューし、初勝利も同日。後2日間も勝利して、デビュー開催で完全優勝を果たした。
1977年、全日本新人王戦決勝5着。1996年の共同通信社杯競輪まで、断続的ながらも特別競輪（現在のGI並びにGII）に参加していた。
その後は日本学生自転車競技連盟の役員など裏方での仕事の傍ら、競走にも随時参加し、2009年10月6日には奈良競輪場で行われたA級チャレンジ決勝戦を制し、58歳4か月22日にて競輪選手史上最年長優勝を達成する。2011年5月20日には向日町競輪場においてA級2班格付での還暦出走を達成し、同年11月17日には西村康博の後を受ける形で現役最年長選手となった。その後2012年にA級2班へ復帰し高齢でのA2在位記録更新も果たしている。61歳の年齢で迎えた、2013年2月5日に行われた和歌山2レースで勝利。
2013年9月13日（Yahoo!ニュースでは16日と表記されている）に松山競輪場第1Rで落車し、くも膜下出血を発症。その後数ヶ月にわたる長期欠場が続いていたが12月20日に引退することを表明、同24日に引退セレモニーが行われ、2014年1月9日に選手登録を削除し38年間の競走生活に終止符を打った。通算出走3043回、優勝19回、428勝。

## 主な弟子
- 三和英樹（日本競輪学校第69期生、ソウルオリンピック出場）
- 中井修（同校75期生）
- 中井護（同校74期生）
- 善利裕生（同校82期生）
- 齋藤収（同校77期生）
- 中村考志（同校80期生）
- 加藤明久（同校80期生）